# Mafia K'1 Fry
Mafia K'1 Fry es un colectivo de raperos franceses proveniente de Val-de-Marne y del eje Orly-Choisy-Vitry-Joinville.

## Miembros actuales
- Rim-K
- AP
- Mokobe
- Kery James
- Demon One
- DRY
- Teddy Corona
- Manu Key
- Mista Flo
- Selim du 9.4
- Karlito
- OGB
- DJ Mosko
- Jessy Money
- Rohff
- Rocco
- Chouly Bx K-1 fry BcN

## Discografía
- 1997: Les Liens sacrés
- 1998: Légendaire
- 2003: La Cerise Sur Le Ghetto
- 2007: Jusqu'à la mort (disco de oro)

## Discografía de grupos o de miembros en solitarios (orden cronológico)
- 1992: Ideal J - La vie est brutale
- 1995: Different Teep - La route est longue
- 1996: Ideal J - Original Mc's sur une mission
- 1996: Ideal J - Cash Remix
- 1996: Manu Key - Regarde moi bien toi
- 1997: Different Teep - La rime urbaine
- 1997: Opération coup de poing
- 1998: 113 - Truc de fou
- 1998: 113 - Ni barreau, ni barrière, ni frontière
- 1998: Ideal J - Le combat continue
- 1998: OGB - Rap offensif
- 1998: Manu Key - Manu Key
- 1998: Rohff - Le Code de l'honneur
- 1999: 113 - Les princes de la ville
- 2000: Manu Key - 94 Ghetto Vol.1
- 2000: Intouchable - Les points sur les i
- 2000: Manu Key -Manuscrit
- 2001: Karlito - Contenu sous pression
- 2001: Yezi l'escroc - Les choses de la vie
- 2001: Intouchable - I have a dream
- 2001: Kery James - Si c'était à refaire
- 2001: 113 - 113 Fout la merde
- 2001: OGB - Vitry Club
- 2002: 113 - Dans l'urgence (réédition)
- 2002: Rohff - La vie avant la mort
- 2003: Rohff - Le son c'est la guerre
- 2004: Kery James - Savoir & vivre ensemble
- 2004: Rim'K - L'enfant du pays
- 2004: Intouchable - D'hier à aujourd'hui
- 2004: Rohff - 94
- 2004: Rohff - La fierté des nôtres
- 2004: Manu Key - Prolifique Vol.1
- 2004: DJ Mosko, Teddy Corona, Mista Flo - Street lourd hall stars
- 2005: Rohff - Charisme
- 2005: Kery James - D'hier à aujourd'hui
- 2005: Kery James - Ma vérité
- 2005: Rohff - Ça fait plaisir
- 2005: Intouchable - La vie de rêve
- 2005: OGB - OGBest of collector
- 2005: 113 - 113 Degrés
- 2005: Rohff - Au-delà de mes limites
- 2006: Manu Key - Street tape collector
- 2006: OGB - Enfermé dehors
- 2006: Karlito & No.nord - Ozas
- 2006: 113 - Illegal Radio
- 2007: Rohff - Au dela de mes limites Classics (réédition)
- 2007: Manu Key - Prolifique Vol.2
- 2007: Mokobé - Mon Afrique
- 2007: OGB - Combien savent
- 2007: Rohff - Le Cauchemar Du Rap Français Vol 1
- 2007: Demon One - Mon Rap
- 2007: Rim'K - Famille Nombreuse
- 2008: DJ Mosko - DJ Mosko en mode Live
- 2008: Demon One - Démons & Merveilles
- 2008: Kery James - A l'ombre du show business
- 2008: Dry - De la pure pour les durs
- 2008: Mafia K'1 Fry - Légendaire (réédition)
- 2008: OGB & L'équipe - Esprit d'équipe
- 2008: Rohff - Le Code de l'horreur
- 2009: AP - Discret
- 2009: Manu Key - Collector
- 2009: Kery James - Réel
- 2009: Dry - Les derniers seront les premiers
- 2009: Rim'K - Maghreb United
- 2009: Rohff - Zénith Classics (CD/DVD Live)
- 2010: DJ Mosko, Teddy Corona, Mista Flo - Street lourd hall stars 2
- 2010: 113 - Universel
- 2010: Rohff - La Cuenta
- 2010: OGB - La Mémoire (fin 2010)
- 2010 - chouly (nuestros hermanos)-(shala afia)